# Mount Moffat
Mount Moffat ist ein 1250 m hoher Berg im westantarktischen Queen Elizabeth Land. Er ragt 6,5 km nordöstlich des Mount Ege in der Neptune Range der Pensacola Mountains auf.
Der United States Geological Survey kartierte ihn anhand von Vermessungen und Luftaufnahmen der United States Navy zwischen 1956 und 1966. Das Advisory Committee on Antarctic Names benannte ihn 1968 nach Robert J. Moffat, Bauelektriker auf der Ellsworth-Station im antarktischen Winter 1958.